# Ilyes Chetti
Ilyes Chetti (ar. عبد القادر بدران; ur. 22 stycznia 1995 w Annabie) – algierski piłkarz grający na pozycji lewego obrońcy. Od 2019 jest piłkarzem klubu Espérance Tunis.

## Kariera piłkarska
Swoją piłkarską karierę Chetti rozpoczął w klubie USM Annaba. W sezonie 2013/2014 zadebiutował w jego barwach w drugiej lidze algierskiej. W 2014 roku przeszedł do US Chaouia. w sezonie 2015/2016 spadł z nim do trzeciej ligi. Grał w nim do końca sezonu 2016/2017.
Latem 2017 Chetti przeszedł do JS Kabylie, w którym zadebiutował 12 października 2017 w przegranym 1:4 wyjazdowym spotkaniu z USM Bel Abbès. W sezonie 2018/2019 wywalczył z nim wicemistrzostwo Algierii. Grał w nim do końca sezonu 2018/2019.
Larem 2019 roku Chetti został piłkarzem tunezyjskiego Espérance Tunis. Swój debiut w nim zaliczył 24 sierpnia 2019 w wygranym 1:0 wyjazdowym meczu z US Tataouine. W sezonach 2019/2020 i 2020/2021 wywalczył z nim dwa mistrzostwa Tunezji.
| Sezon   | Klub            | Kraj     | Rozgrywki         | Mecze | Gole |
| ------- | --------------- | -------- | ----------------- | ----- | ---- |
| 2013/14 | USM Annaba      | Algieria | Ligue 2           | 4     | 0    |
| 2014/15 | US Chaouia      | Algieria | Ligue 2           | 25    | 1    |
| 2015/16 | US Chaouia      | Algieria | Ligue 2           | 24    | 2    |
| 2016/17 | US Chaouia      | Algieria | 3. liga           | 27    | 3    |
| 2017/18 | JS Kabylie      | Algieria | Première Division | 14    | 0    |
| 2018/19 | JS Kabylie      | Algieria | Première Division | 29    | 2    |
| 2019/20 | Espérance Tunis | Tunezja  | CLP-1             | 15    | 1    |
| 2020/21 | Espérance Tunis | Tunezja  | CLP-1             | 14    | 0    |

## Kariera reprezentacyjna
W reprezentacji Algierii Chetti zadebiutował 27 grudnia 2018 w wygranym 1:0 towarzyskim meczu z Katarem, rozegranym w Dosze. W 2022 roku został powołany do kadry na Puchar Narodów Afryki 2021. Nie rozegrał jednak na nim żadnego meczu.